# Araya (paroisse civile)
Pour les articles homonymes, voir Araya.
Araya est l'une des trois paroisses civiles de la municipalité de Cruz Salmerón Acosta dans l'État de Sucre au Venezuela. Sa capitale est Araya, chef-lieu de la municipalité.